# Stepan Innokent'evič Rastorguev
Stepan Innokent'evič Rastorguev, in russo Степан Иннокентьевич Расторгуев? (Jakutsk, 1864 – dopo il 1904), è stato un esploratore russo.
È stato membro della spedizione polare russa del 1900-1902.

## Biografia
Rastorguev era un sottufficiale del reggimento dei cosacchi Jakuti. Le sue prime spedizioni furono sulle coste del mare di Ochotsk  con la scuna Aleut negli anni 1887-1888; nella Kamčatka nel 1890; e nella regione dei fiumi Jana, Indigirka e Kolyma, nel 1891-1892. Partecipò poi alla spedizione di Eduard Gustav von Toll e del geodeta E. I. Šilejko alle isole della Nuova Siberia nel 1893-1894. Nel 1888 Rastorguev fu incaricato di aprire una strada diretta da Jakutsk a Verchojansk. Nel 1891 è stato assistente di Ivan Dement'evič Čerskij, famoso paleontologo e geologo, esploratore della Siberia e del nord-est del paese.

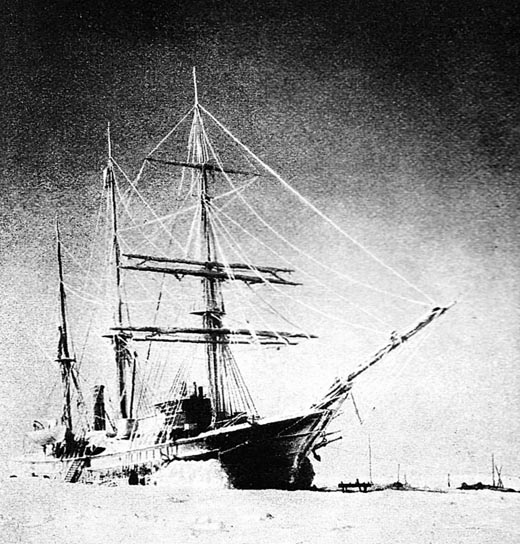
La scuna russa Zarja

Nel 1900, incaricato dell'acquisto dei cani da slitta, Rastorguev si unì alla spedizione polare russa del barone von Toll sulla nave Zarja, salpata da San Pietroburgo il 7 luglio per conto dell'Accademia russa delle scienze. Nel 1901, dopo il primo svernamento, Toll inviò Rastorguev assieme al capitano Kolomejcev (fino a quel momento al comando della Zarja) ad affrontare un lungo viaggio in slitta. La loro missione era quella di organizzare depositi di carbone per la nave sull'isola Kotel'nyj e l'isola di Dikson e per portare la posta della spedizione a Dudinka. Kolomejcev e Rastorguev riuscirono nel loro viaggio, coprirono i 600 km di distanza da un punto a sud-ovest dell'isola Tajmyr all'isola di Dikson, in un mese. Partecipò ad altre spedizioni nel 1902 e alla spedizione di soccorso del 1903. Non si hanno notizie della sua morte, avvenuta dopo il 1904.

## Luoghi dedicati
- Isola di Rastorguev, una delle isole Kamennye (73°59′00″N 84°16′17″E).
- Monte Rastorguev (Гора Расторгуева)[3], sull'isola di Rastorguev.
- Stretto di Rastorguev (Пролив Расторгуева), che divide l'Isola di Kolčak dalla terraferma (nel golfo del Tajmyr).
- La stessa isola di Kolčak dal 1937 al 2005 si è chiamata isola di Rastorguev.